# Język średniogrecki
Język średniogrecki (greka bizantyjska) – termin określający czwartą fazę w ewolucji języka greckiego, w okresie między założeniem Konstantynopola w roku 330 a jego upadkiem w roku 1453. Ponieważ język ten stanowił język całej epoki bizantyńskiej, przeto często nazywany jest greką bizantyńską.
Język średniogrecki zrodził się z języka koine u zarania epoki średniowiecznej. Początkowo, w mieście Konstantynopolu jako nowej stolicy cesarstwa, używano języka łacińskiego, jednak od czasów cesarza Herakliusza język grecki wrócił jako język dworu. Greka stanowiła też język kościoła i liturgii oraz edukacji. Greka bizantyńska posiadała liczne dialekty lokalne, np. bałkański, wyspiarski, syryjski, egipski, południowoitalski i sycylijski.
Pisarze greccy epoki średniowiecznej rzadko bądź niemal w ogóle nie pisali w języku wernakularnym, ale w grece klasycznej, uważanej za język literacki. Był to jednak język sztuczny, którego można było nauczyć się wyłącznie w szkołach, mimo iż był on traktowany jako język oficjalny, używany na cesarskim dworze, przez warstwy wykształcone i bizantyńskie duchowieństwo. Średniogrecki język mówiony nazywano nieco pogardliwie demotykiem, czyli „językiem ludowym” (od greckiego słowa demos – lud).